# Macrolobium venulosum
Macrolobium venulosum är en ärtväxtart som beskrevs av George Bentham. Macrolobium venulosum ingår i släktet Macrolobium och familjen ärtväxter. Inga underarter finns listade i Catalogue of Life.